# Edgar Brandt
Pour les articles homonymes, voir Brandt.
Edgar William Brandt est un  ferronnier d'art et industriel de l'armement français, né à Paris le 24 décembre 1880 et mort à Collonge-Bellerive le 8 mai 1960. Il était d'origine alsacienne par ses grands-parents paternels et picarde par sa mère.

## Études
De 1894 à 1898, Edgar Brandt est élève à l’École nationale professionnelle de Vierzon, avec son frère Jules.

## L'industriel

### Établissement à Paris

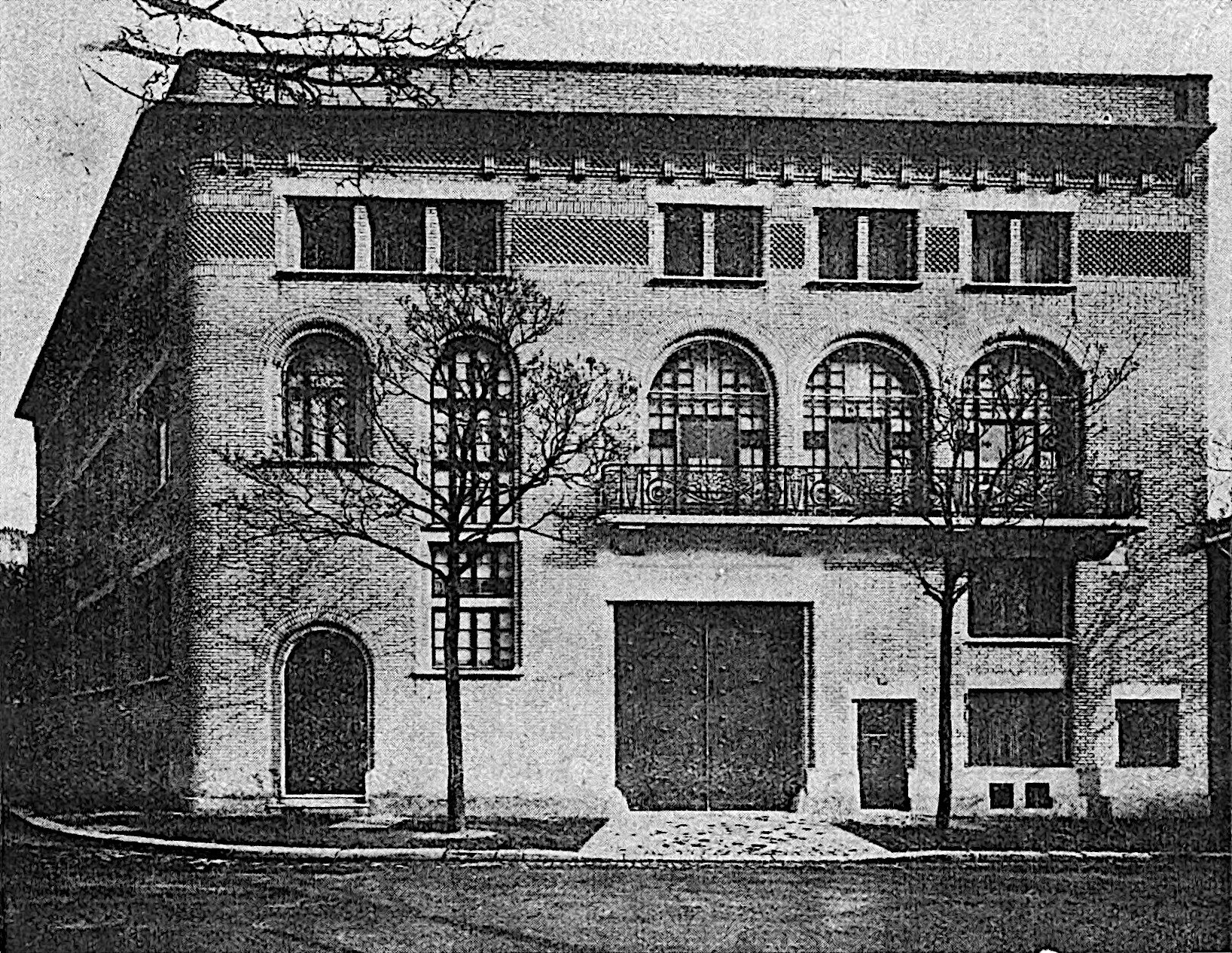
Présentation de l'immeuble en 1926.

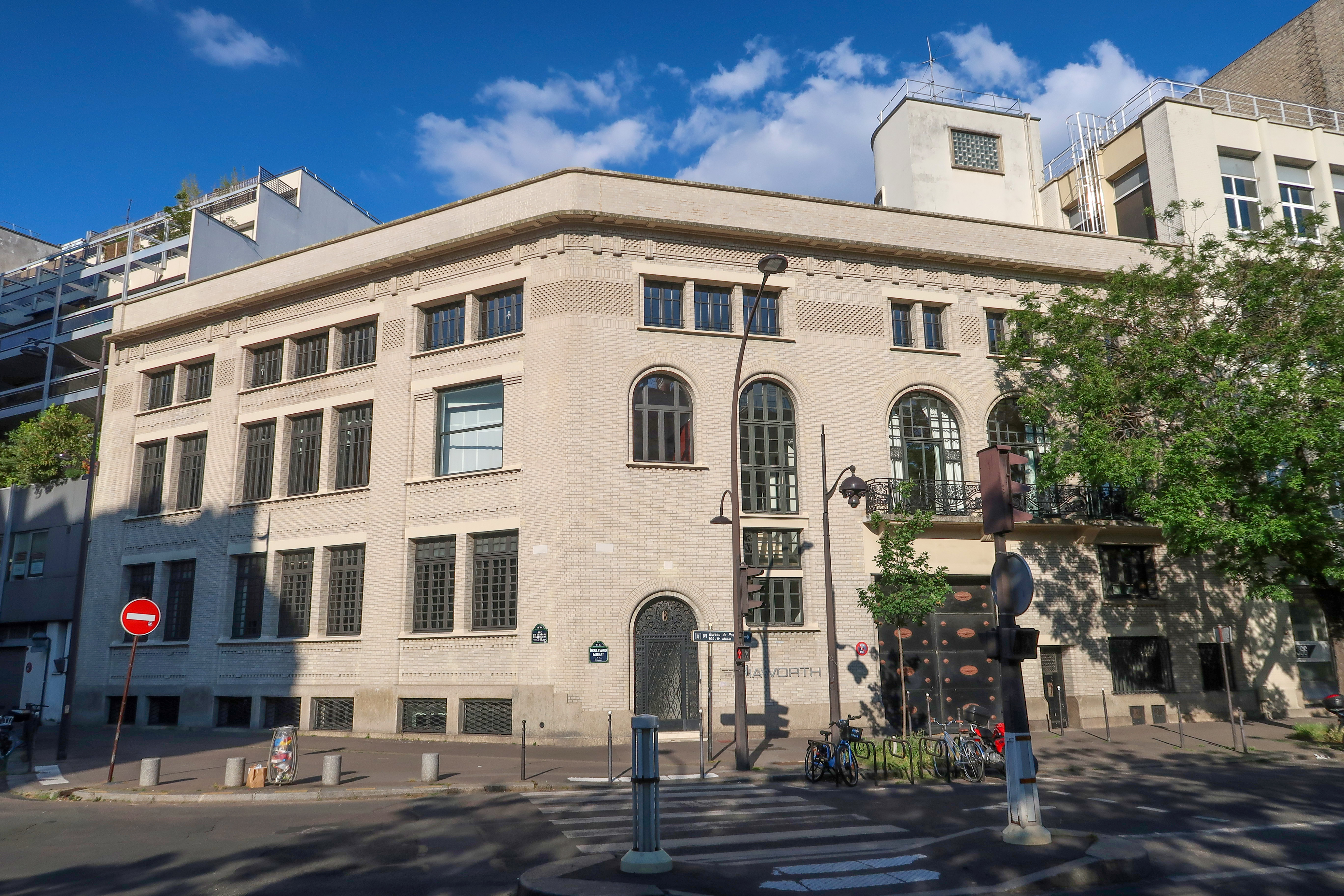
L'immeuble du boulevard Murat en 2021.

En 1902, Edgar Brandt crée à Paris, au 76, rue Michel-Ange, les établissements Brandt où, à côté de la ferronnerie, il commence à produire divers armements légers. En 1921, il s'installe à l'angle de la rue du Général-Delestraint (no 55) et du boulevard Murat (nos 101-103), toujours dans le 16e arrondissement de Paris. Construit l'année précédente par « son collaborateur et ami » l'architecte Louis Favier (ou Henri/Henry Favier,), l'immeuble abrite sa résidence et ses bureaux. Il existe toujours, mais il a été modifié et s'intègre aujourd'hui dans un ensemble plus vaste, plus tard devenu siège de la société Thomson-CSF, « héritière » de la société Hotchkiss-Brandt. De nombreuses ferronneries d'origine ont été conservées.
Au sein de ses établissements de fabrication d'armements légers, Edgar Brandt fonde en 1926 la marque d'appareils électroménagers Brandt.
Ses activités dans la production d'armements plus lourds et de munitions le conduisent à s'installer à Châtillon.

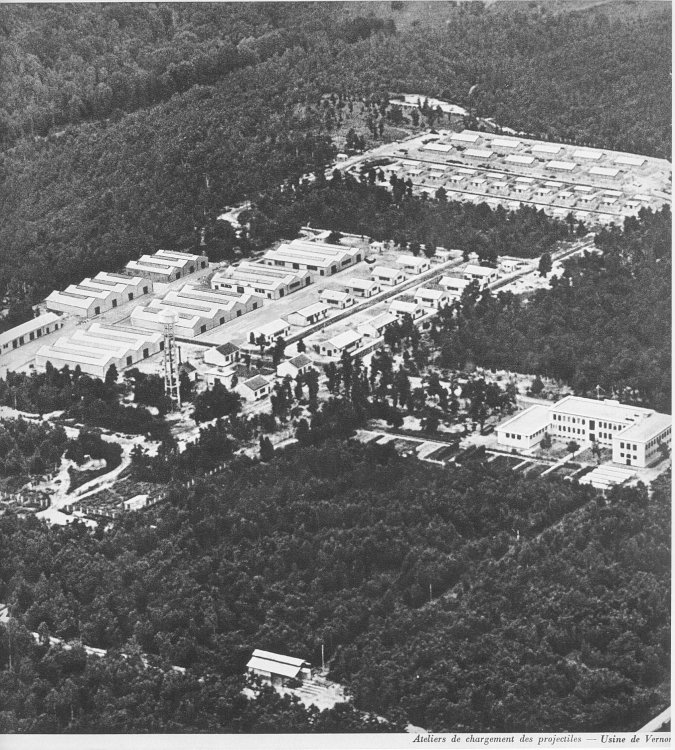
Usine Brandt de Vernon (Eure) en 1935.

### Établissement à Vernon
La fabrication d'obus présentant des risques d'explosion pour les populations environnantes, Edgar Brandt cherche un terrain proche de Paris pour y installer ses ateliers à l'écart des habitations. Finalement, il choisit en 1928 une zone boisée au nord de la commune de Vernon, sur laquelle il fait construire ateliers de chargement d'obus de mortier et baraquements pour loger du personnel. Les activités Brandt vont y perdurer jusqu'en 1936, date à laquelle le ministère de la Défense décide de nationaliser cet établissement pour en faire les AVN (les Ateliers de Vernon).
De cette époque subsistent plusieurs bâtiments, dont le bâtiment administratif équipé d'une lourde porte baptisée « la porte Brandt ».
Son entreprise est nationalisée en 1936. Avec l'argent qu'il reçoit en dédommagement de la nationalisation des AVN, il se diversifie en acquérant plusieurs entreprises de mécanique, telle que la société de Mécanique industrielle de précision (MIP) de Tulle.

## Le galeriste

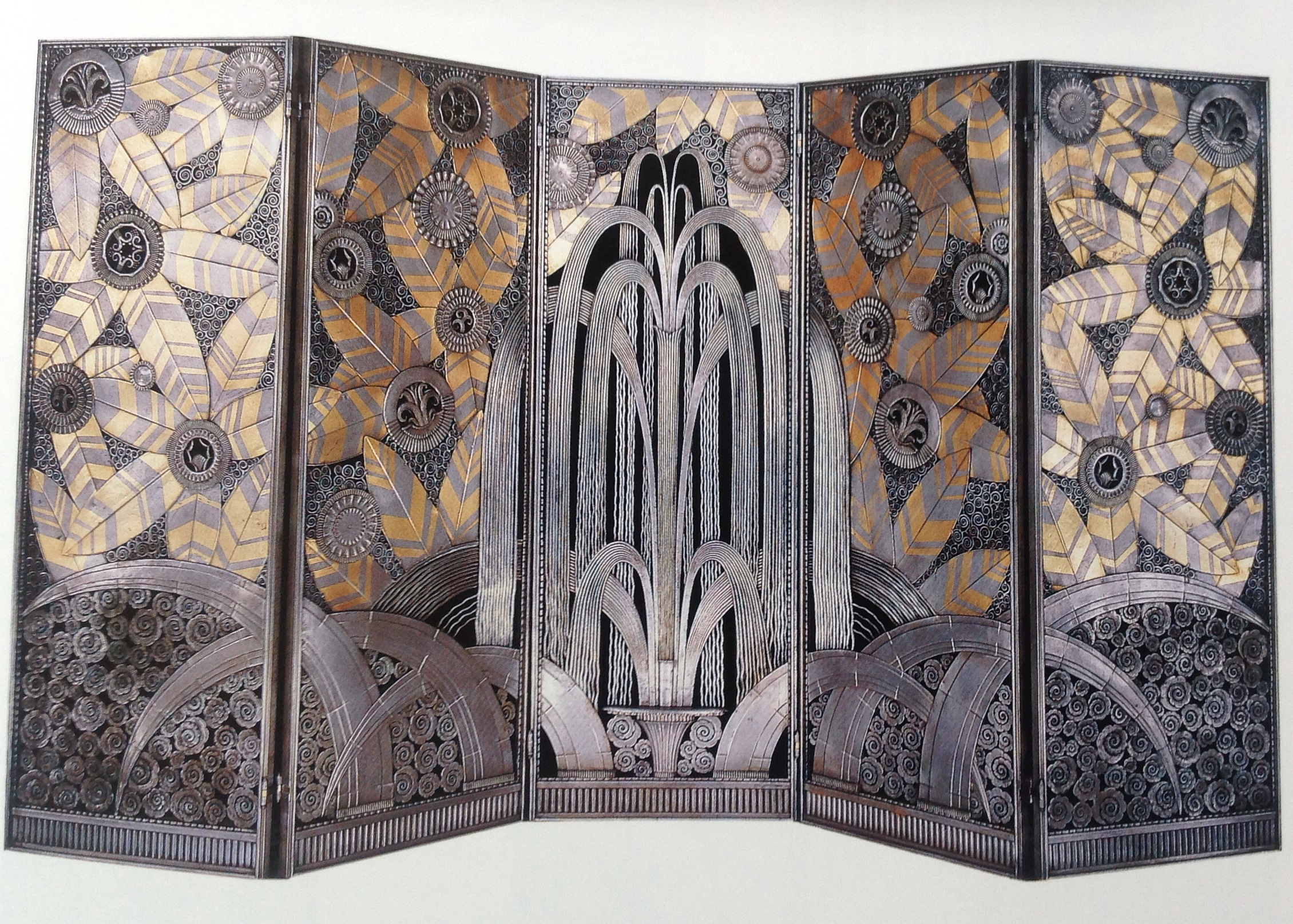
Paravent L'Oasis, en cinq panneaux (fer forgé et application de métal doré), présenté à l'Exposition de Paris en 1925 (en collaboration avec Henri Favier).

Dans la foulée du succès remporté lors de l'Exposition internationale des arts décoratifs et industriels modernes de 1925, Edgar Brandt inaugure sa galerie au 27, boulevard Malesherbes (8e arrondissement) le 10 décembre 1925. Sur plusieurs niveaux, il expose ses créations de ferronnerie d'art, du mobilier, des objets décoratifs, des sculptures et luminaires. Il collabore avec les manufactures Daum et Lalique, et les fonderies de Brousseval (Haute-Marne), qui produit des radiateurs en fonte pour chauffage central. Dans sa galerie sont exposées ses œuvres ainsi que celles d'autres artistes. La galerie Brandt va être la première galerie d'art décoratif à Paris. Puis, Edgar Brandt ouvre une seconde salle d'exposition à Londres et une succursale « Ferro Brandt » à New York qui va être la vitrine des grands artistes Art déco en Amérique du Nord.
Également ouvert en 1925, son atelier de ferronnerie d'art est installé 25 rue du Hameau (15e arrondissement),.
En décembre 1930, Edgar Brandt accueille la première exposition d'un groupe composé des meilleurs artistes animaliers du moment : Pompon, Édouard-Marcel Sandoz, Paul Jouve, Georges Guyot et Gaston Suisse. Cette première exposition « d'animaliers » à la galerie Brandt obtient un très large succès : l'ensemble de ces artistes formant ce qu'on appelle ensuite le « Groupe des Animaliers », va exposer régulièrement chaque fin d'année.

## Œuvres

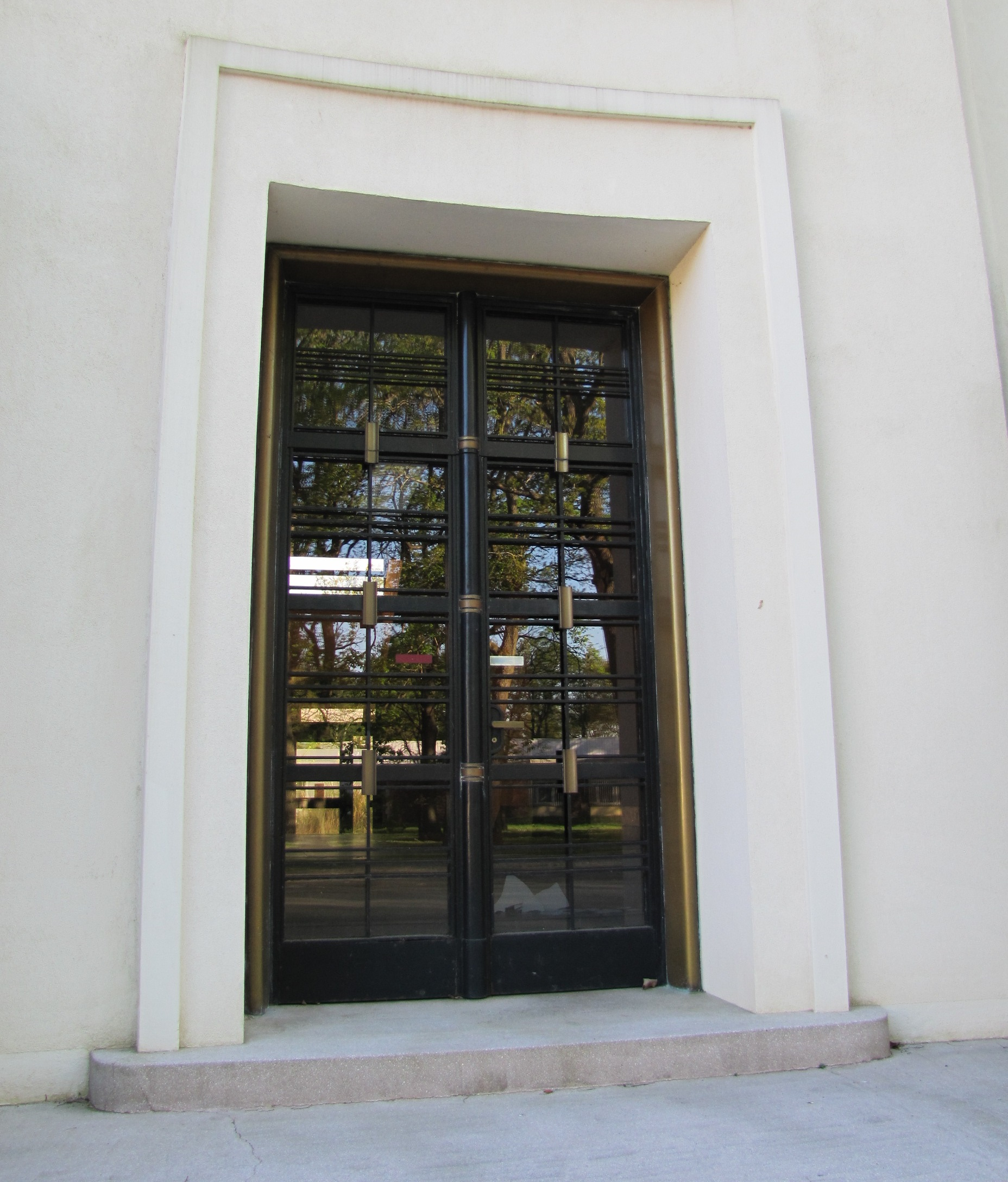
Porte Brandt du bâtiment administratif du LRBA, à Vernon.

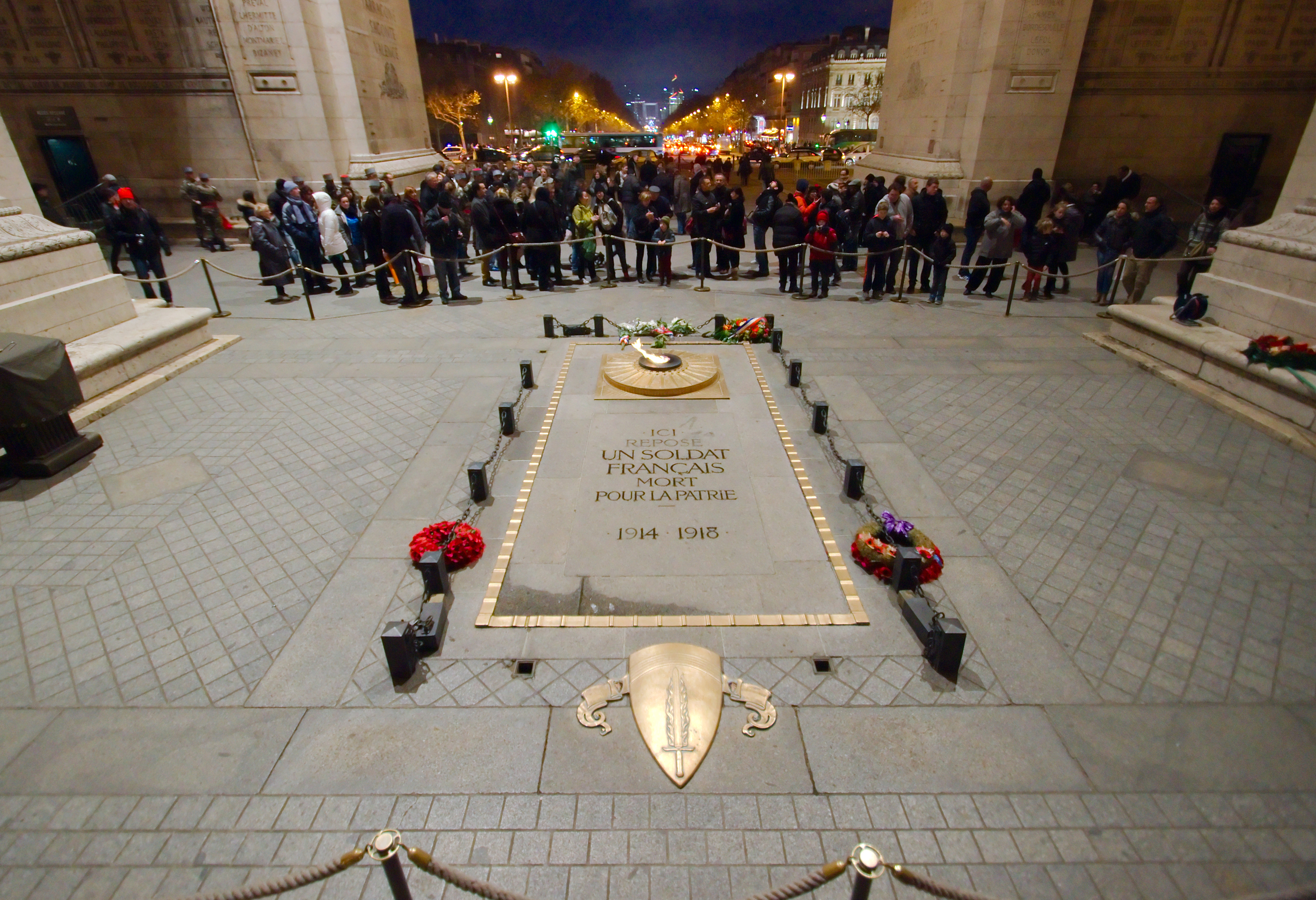
Brûloir de la flamme de l'arc de triomphe de l'Étoile.

- Le portail d’entrée de la tranchée des baïonnettes (Douaumont).
- Ferronnerie d'art du palais de la Porte-Dorée (Paris).
- Immeuble du 5 rue Victor-Schœlcher (Paris).
- La rampe ouvragée de l'escalier principal de la mairie d'Euville, de style École de Nancy.
- Le brûloir de la flamme de l'arc de triomphe de l'Étoile.
- Une cheminée du salon « Grands Voyageurs » de la gare de l'Est, à Paris.
- La porte en bronze de la chapelle funéraire de l'industriel François Mercier au cimetière de Tronget (Allier).
- Les ferronneries (grilles des fenêtres et portes) de la banque SNVB, aujourd'hui CIC Est, place André-Maginot à Nancy.
- Les grilles de la sépulture d'Isabelle et René Viviani à Seine-Port, en Seine-et-Marne (1924)[8].
- Bouclier lumineux et l'ensemble des ferronneries décoratives du Grand Théâtre à Reims (1927-1931)[9]
- Le mortier Stokes-Brandt de 81 mm Mle 27/3.
- Les ferronneries (grilles des fenêtres et portes) de la maison d'Haussy (1928, architecte Roger-Henri Expert) située à Villeneuve-d'Ascq.
- Les ferronneries et structures métalliques de la salle des pas-perdus de la gare Saint-Lazare (inaugurée le 25 juillet 1930).
- Hôtel Frugès à Bordeaux : verrière, porte d'entrée et rampe d'escalier.

## Famille
Edgar Brandt est le grand-père de Marie-Hélène Brandt, artiste peintre et l'arrière-grand-père du pilote de Formule 1, Romain Grosjean. Il est également l'arrière-grand-oncle de Jérôme Vatin, restaurateur réputé à Saint-Jean-de-Luz[réf. nécessaire].